# Landschaftsmuseum Angeln

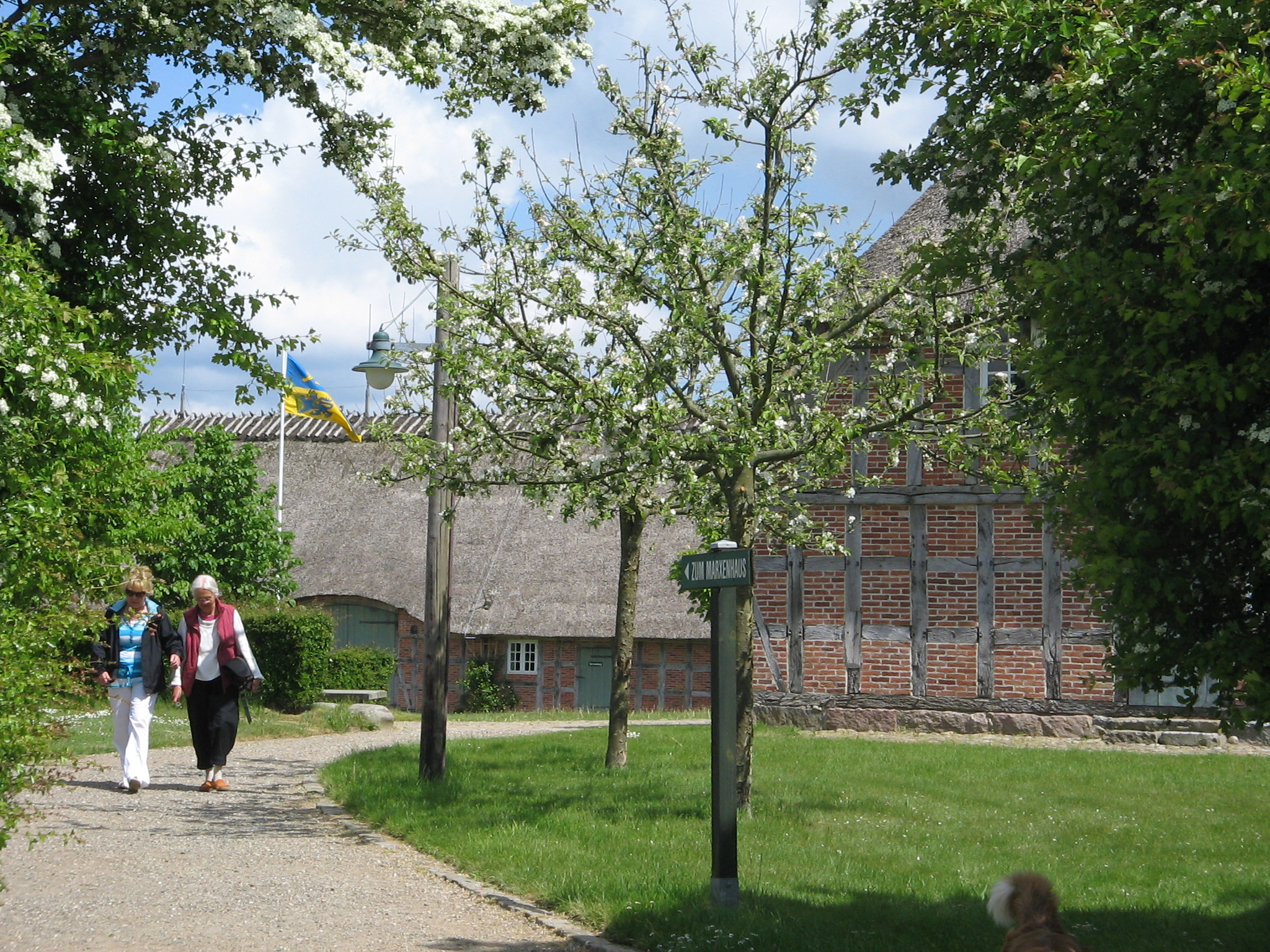
Marxenhaus

Das Landschaftsmuseum Angeln in Unewatt ist ein Volkskundemuseum in Trägerschaft der Kulturstiftung des Kreises Schleswig-Flensburg. Das Museum besteht aus fünf „Museumsinseln“ (Stationen), die auf einem Rundweg durch Unewatt besichtigt werden können. Mit Ausnahme des Marxenhauses stehen sämtliche Gebäude auf ihren ursprünglichen Platz.
Durch einen Brand wurde am 29. Juni 2024 das Marxenhaus zerstört. Auch die Marxenscheune brannte bis auf die Grundmauern nieder.

## Planung und Entstehung

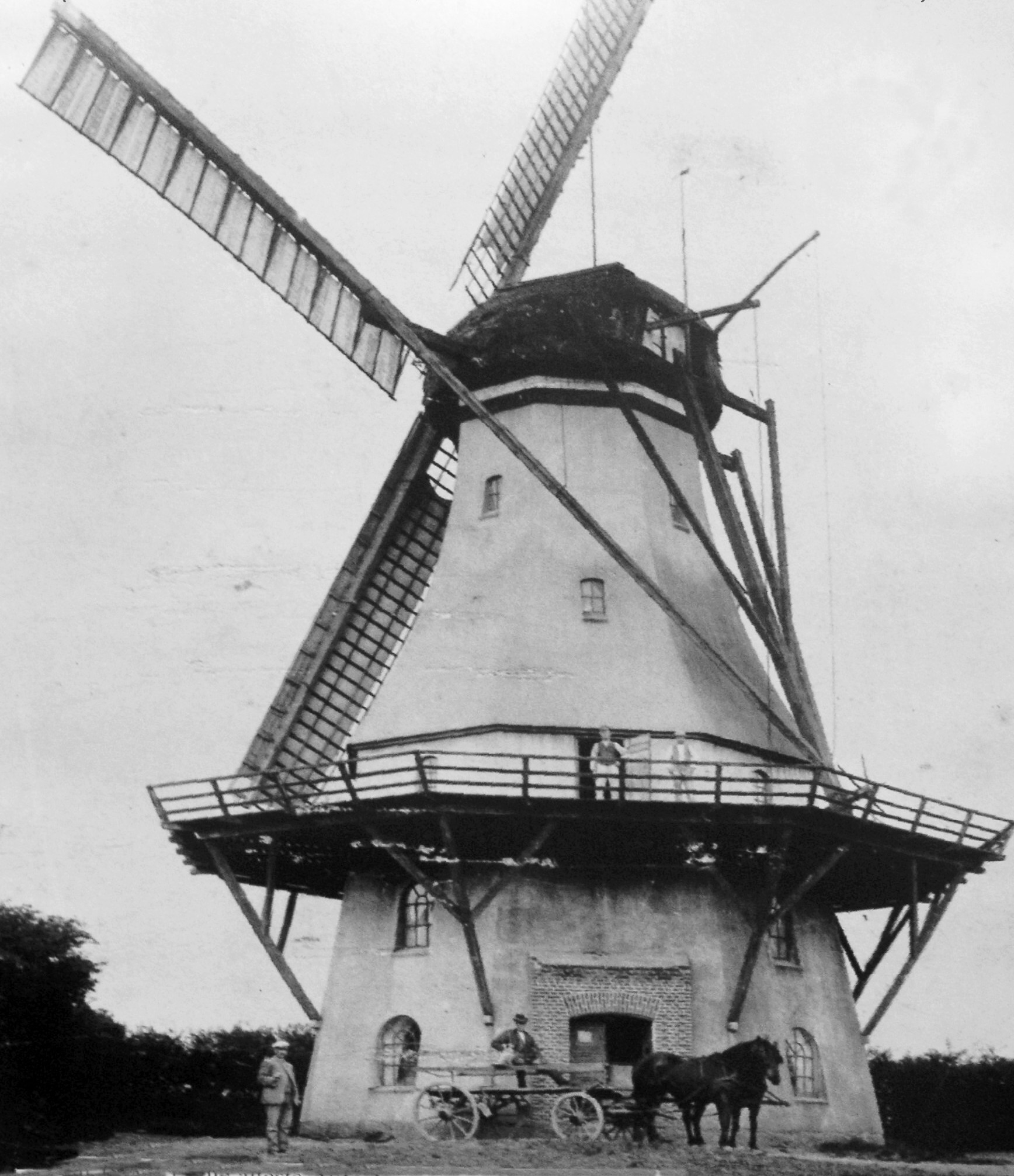
Die Windmühle Fortuna ist eine der Attraktionen des Museums, historische Fotografie um 1900

Im Sommer 1979 musste die Ruine eines Südangelner Fachhallenhaus in Süderbrarup einer Neubaumaßnahme weichen. Denkmal- und Volkskundefachleute sorgten dafür, dass das Haus aufgemessen, abgetragen und die noch verwertbaren Teile im Herbst 1980 eingelagert wurden. Das Marxenhaus aus Süderbrarup wurde in Unewatt wieder aufgebaut.
Am 23. Juni 1993 wurde das Landschaftsmuseum Angeln in Unewatt nach einer sechsjährigen Vorbereitungsphase eröffnet. Gemeinsam mit dem Amt und der Gemeinde Langballig schuf die Kulturstiftung des Kreises Schleswig-Flensburg die politische, rechtliche, finanzielle und bauliche Voraussetzung.

## Konzept
Gleichzeitig mit der Entscheidung, das Marxenhaus aus Süderbrarup in Unewatt wieder aufzubauen, war auch die Entscheidung gefallen, das Gebäude museal zu nutzen und das Dorf Unewatt in das Museumskonzept einzubeziehen. Im Gegensatz zu bereits bestehenden Freilichtmuseen, in denen Bau-, Wohn- und Wirtschaftsformen aus größeren Regionen zusammengetragen und auf einem begrenzten Areal wieder aufgebaut wurden, galt es in Unewatt, ausgehend vom  Marxenhaus (das nicht auf seinem ursprünglichen Platz steht), im Ort selbst an bereits bestehenden Gebäuden Spuren vergangenen bäuerlichen Lebens aufzuzeigen und zu bewahren. So entstand ein dezentrales, über den Ort verteiltes Museum, das sich dem Besucher auf einem ausgewiesenen Rundweg durch das Dorf erschließt. Das Landschaftsmuseum Angeln in Unewatt erlaubt eine ganzheitliche Sichtweise auf die Vergangenheit und geht über eine ausschließliche Erhaltung der Bausubstanz hinaus. Es ist vergleichbar mit dem Konzept eines Ecomuseums, das mit dem Écomuseé du Creusot-Montceau 1972 erstmals in Frankreich vorgestellt wurde.

## Stationen

### Marxenhaus
Am Ortseingang befand sich das Marxenhaus, ein Südangeliter Fachhallenhaus. Sein ältestes Gebäudeteil war der Stall, der sich aufgrund von dendrochronologischen Untersuchungen in das Jahr 1626 datieren lässt. Umbauten erfolgten in den Jahren 1797 und 1825. Charakteristisch für diesen Haustyp sind zwei unterschiedliche Konstruktionsmerkmale, die sich unter einem Dach vereinen: Im älteren Stallteil: Niederdeutsches Fachhallenhaus und im jüngeren Wohnteil: Nordangler Wandständerhaus. Zusammen mit der rechtwinklig neben dem Marxenhaus errichteten Wandständerscheune vom etwa 1820 zeigten die beiden großen Gebäude die wichtigsten Teile einer früheren Hofanlage, zu der ehemals noch eine freistehende Abnahme, ein Schweinestall und ein Backhaus gehörten. Über die frühere Raumaufteilung im Marxenhaus gibt es nur spärliche Quellen. Vermutlich ist es bis zum ersten großen Umbau 1797 ein schornsteinloses Rauchhaus gewesen. Beim Wiederaufbau und der Anordnung der Räume hat man sich im Wesentlichen an ein Aufmaß von G. Wolf aus den 1930er Jahren gehalten. 
Bilder, Marxenhaus

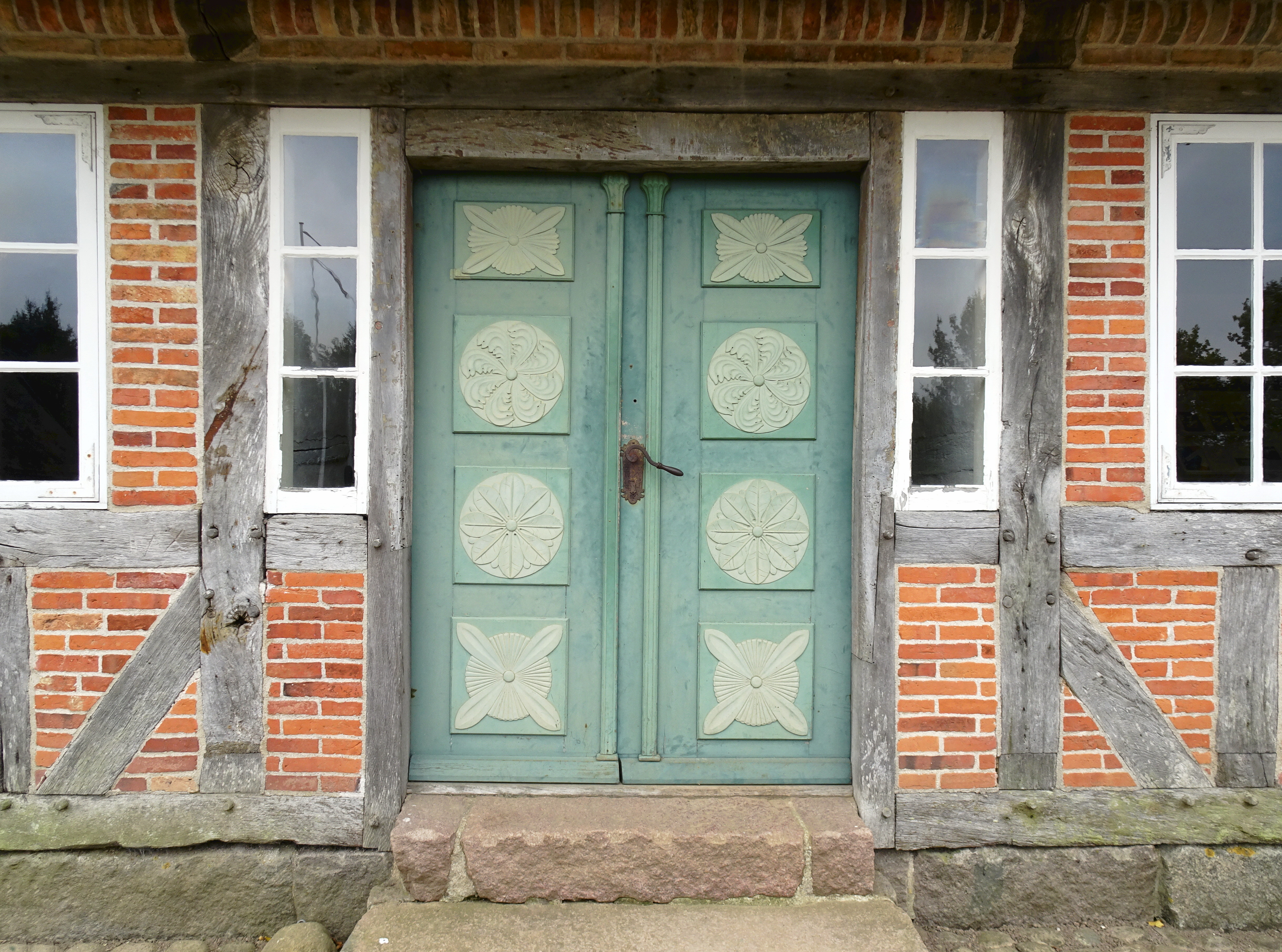
Eingang
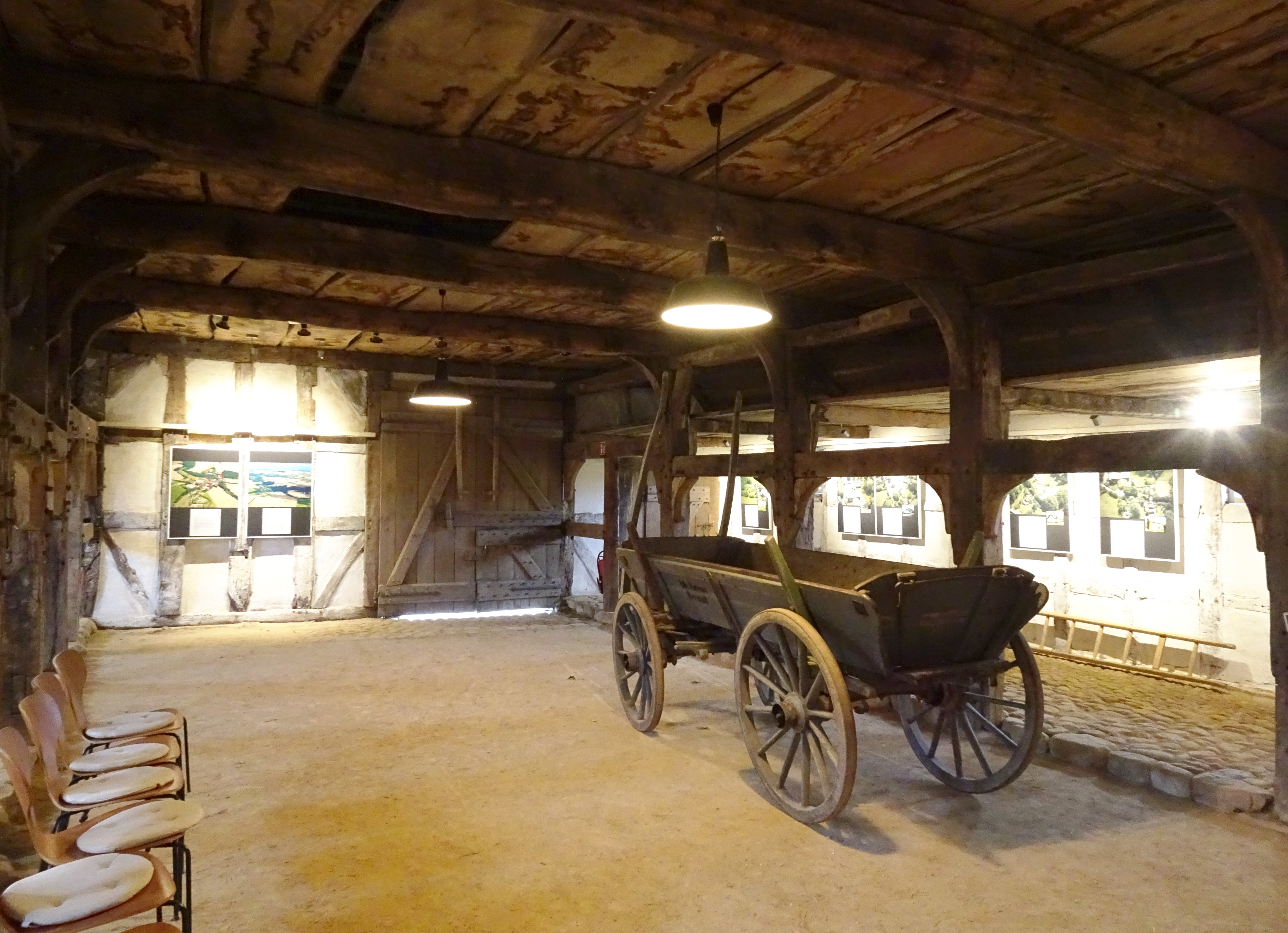
Wagenschuppen
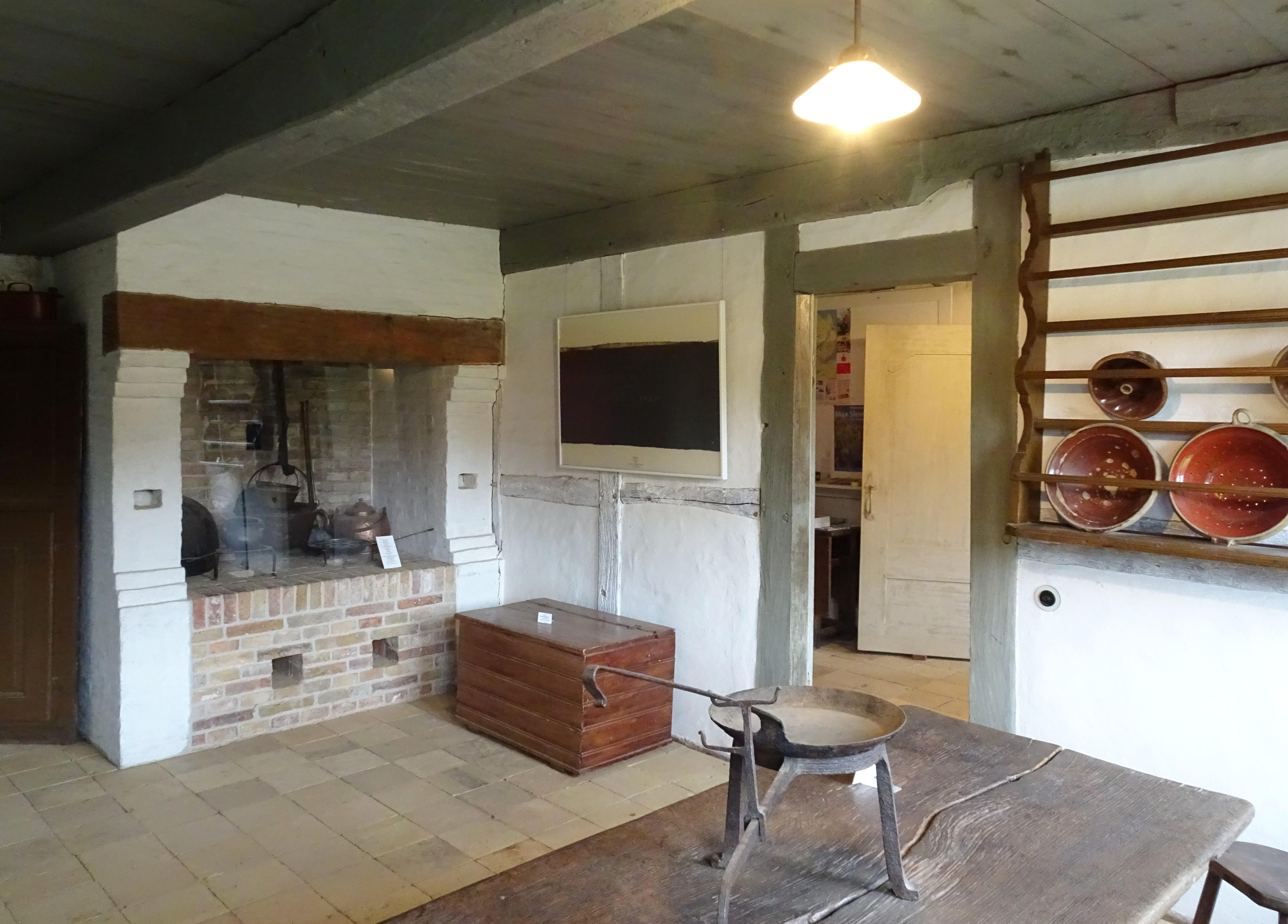
Küche
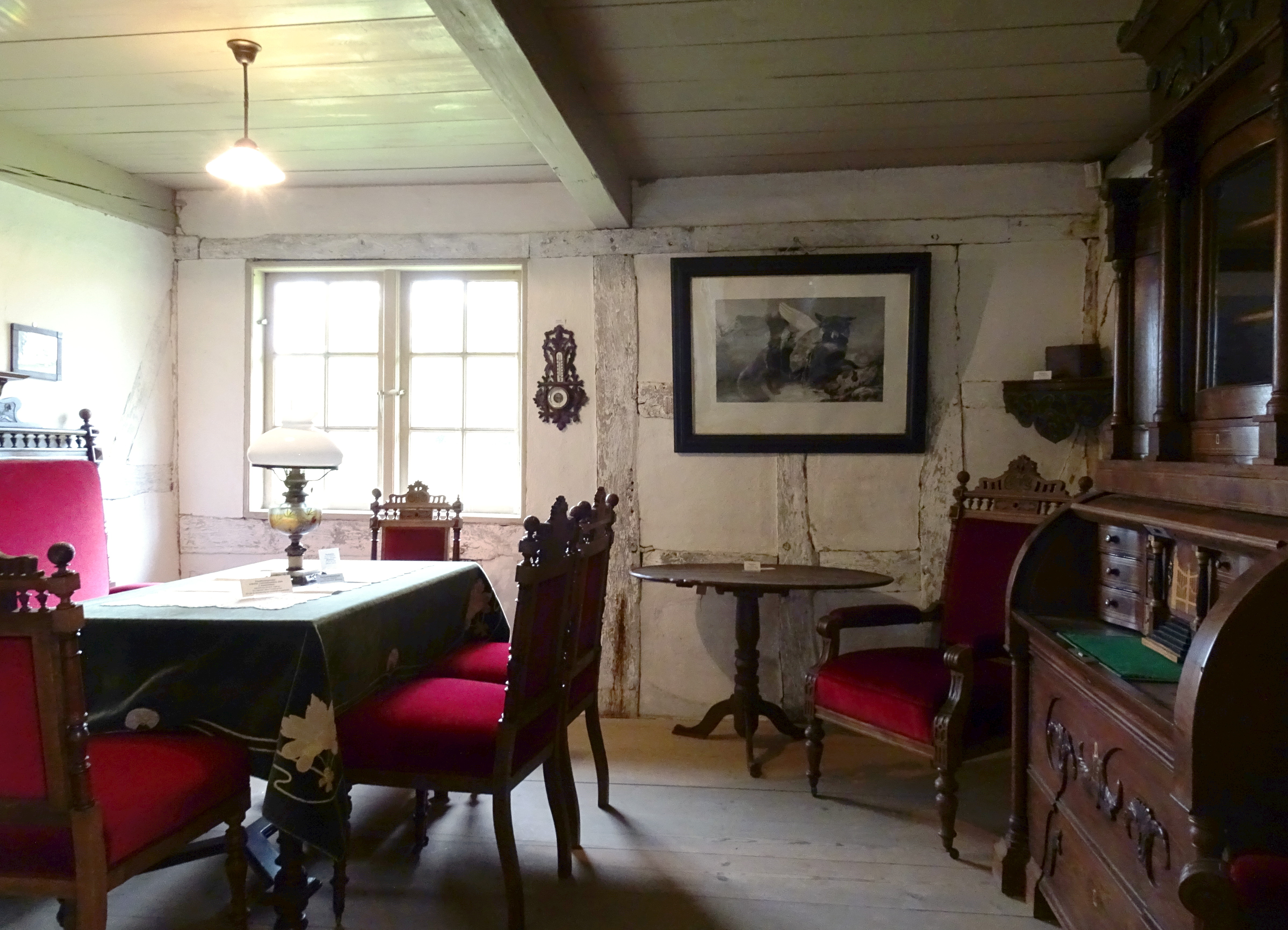
Wohnraum
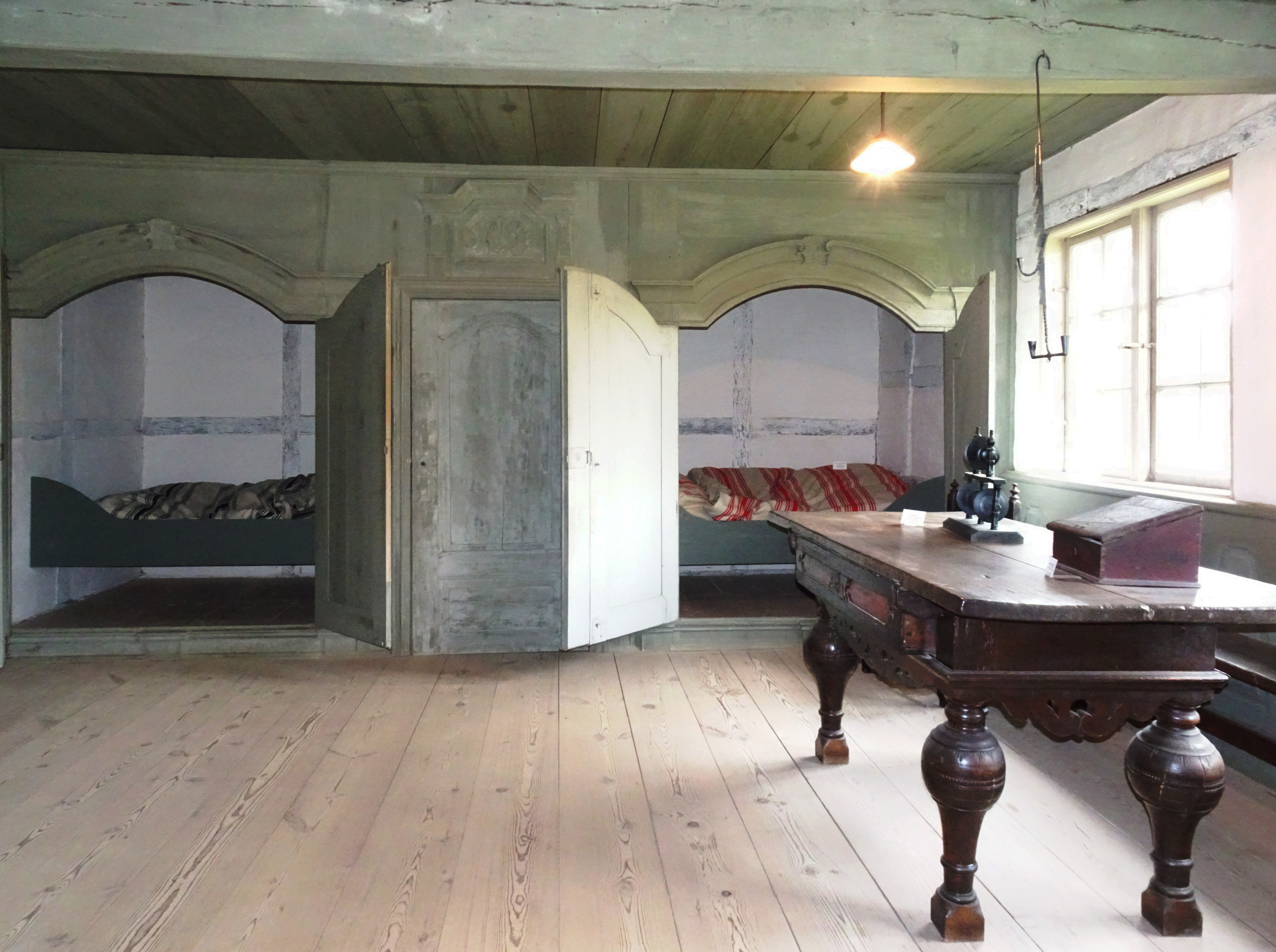
Schlafraum

Das Marxenhaus brannte in der Nacht zum 29. Juni 2024 komplett nieder. Von der Scheune blieben die Grundmauern erhalten. Einige wichtige Exponate und Unterlagen konnten gerettet werden.

### Die Räucherei und das Transformatorenhaus
Diese beiden kleineren Gebäude liegen sich an der Dorfstraße genau gegenüber, bei der ehemaligen Stellmacherei. 1922 bekam Unewatt Strom und 80 Jahre tat das Transformatorenhaus seinen Dienst, bis es 2003 durch ein moderneres an anderer Stelle ersetzt wurde. Das Gebäude konnte vor dem Abriss bewahrt werden und gibt heute einen Einblick in die Anfänge der Elektrizitätsversorgung auf dem Lande. Auch die gegenüberliegende Räucherei von 1894 war vom Abriss bedroht und konnte gesichert werden. Nach einer vollständigen Sanierung ist sie mit ihren zwei Räucherkammern seit 2005 Museumsgebäude.
Bilder, Räucherei und Transformatorenhaus

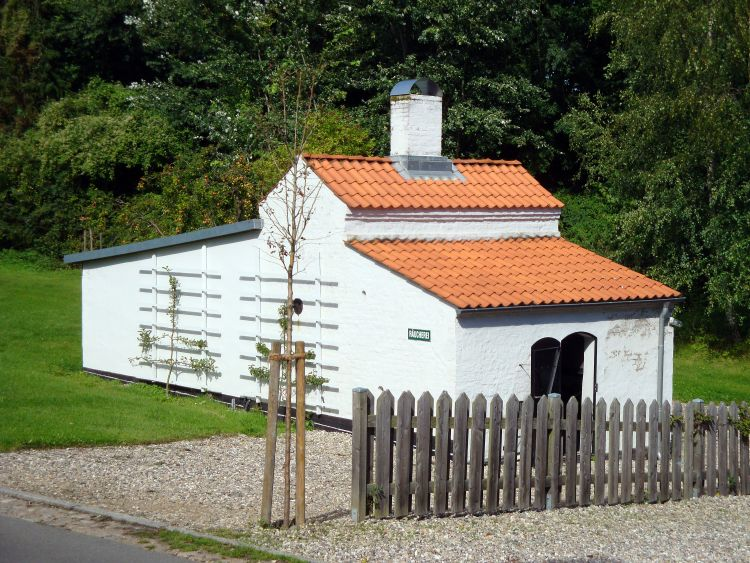
Die Räucherei
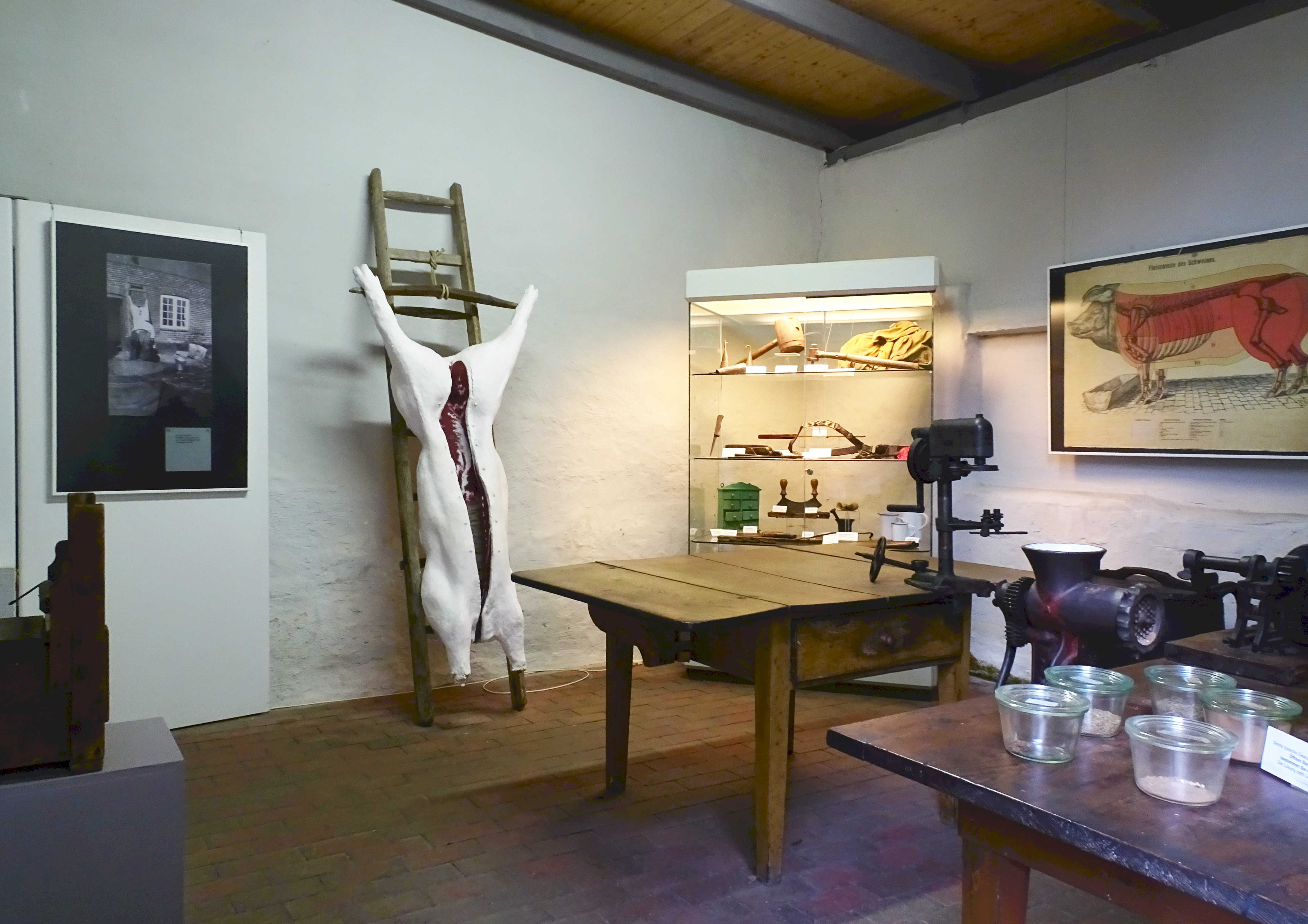
Ausstellung in der Räucherei
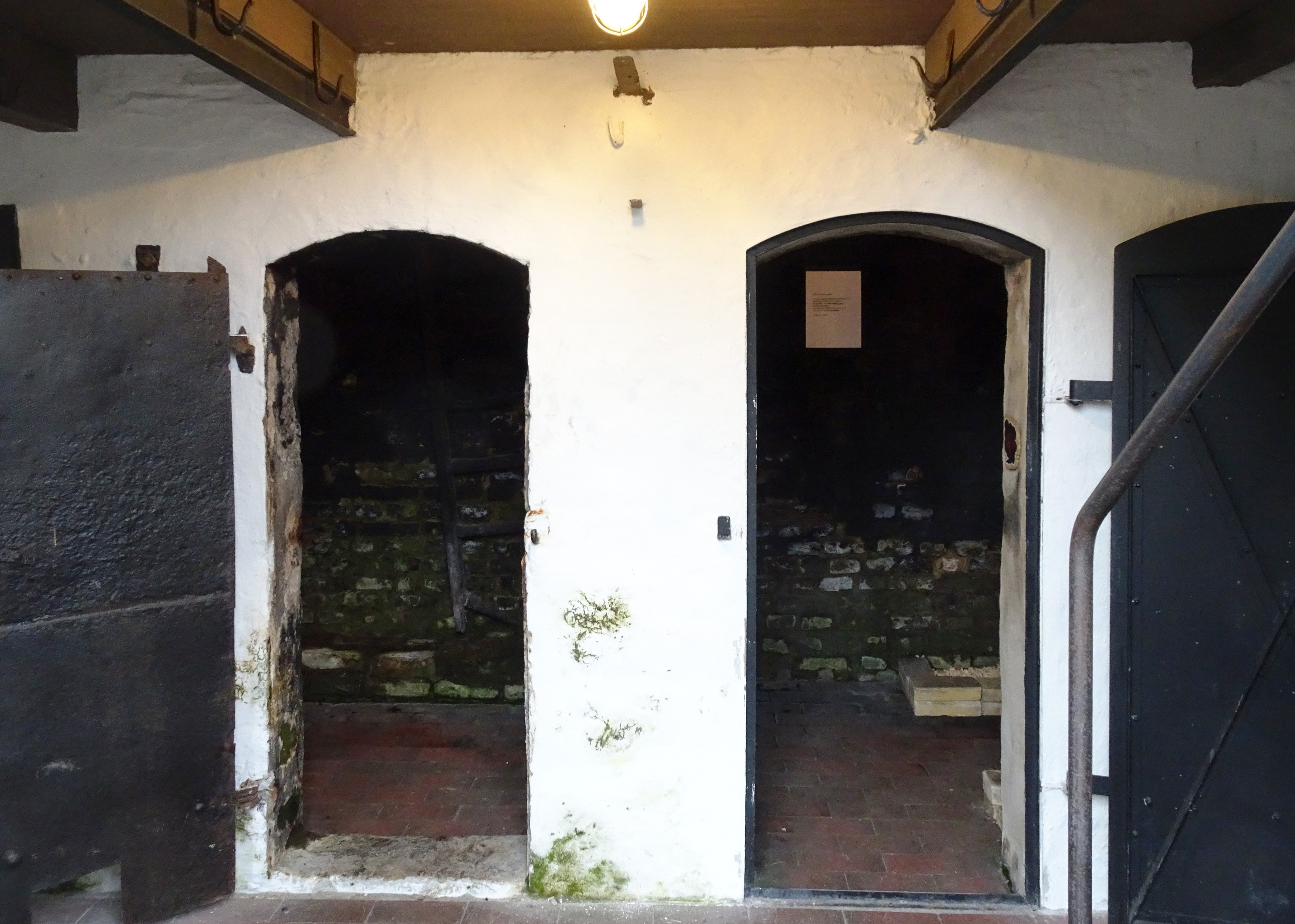
Räucherkammern
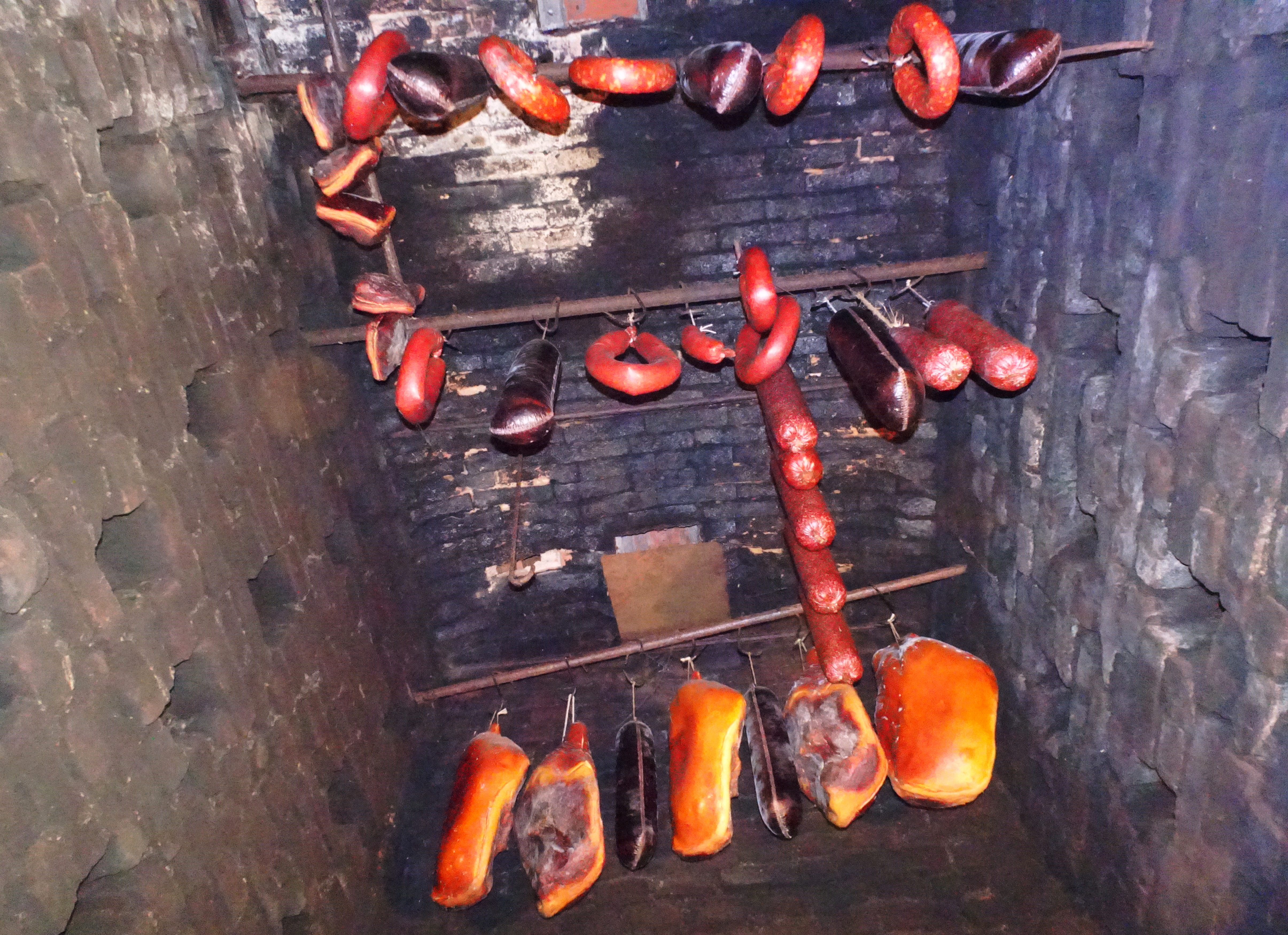
Räucherkammer, Blick nach oben
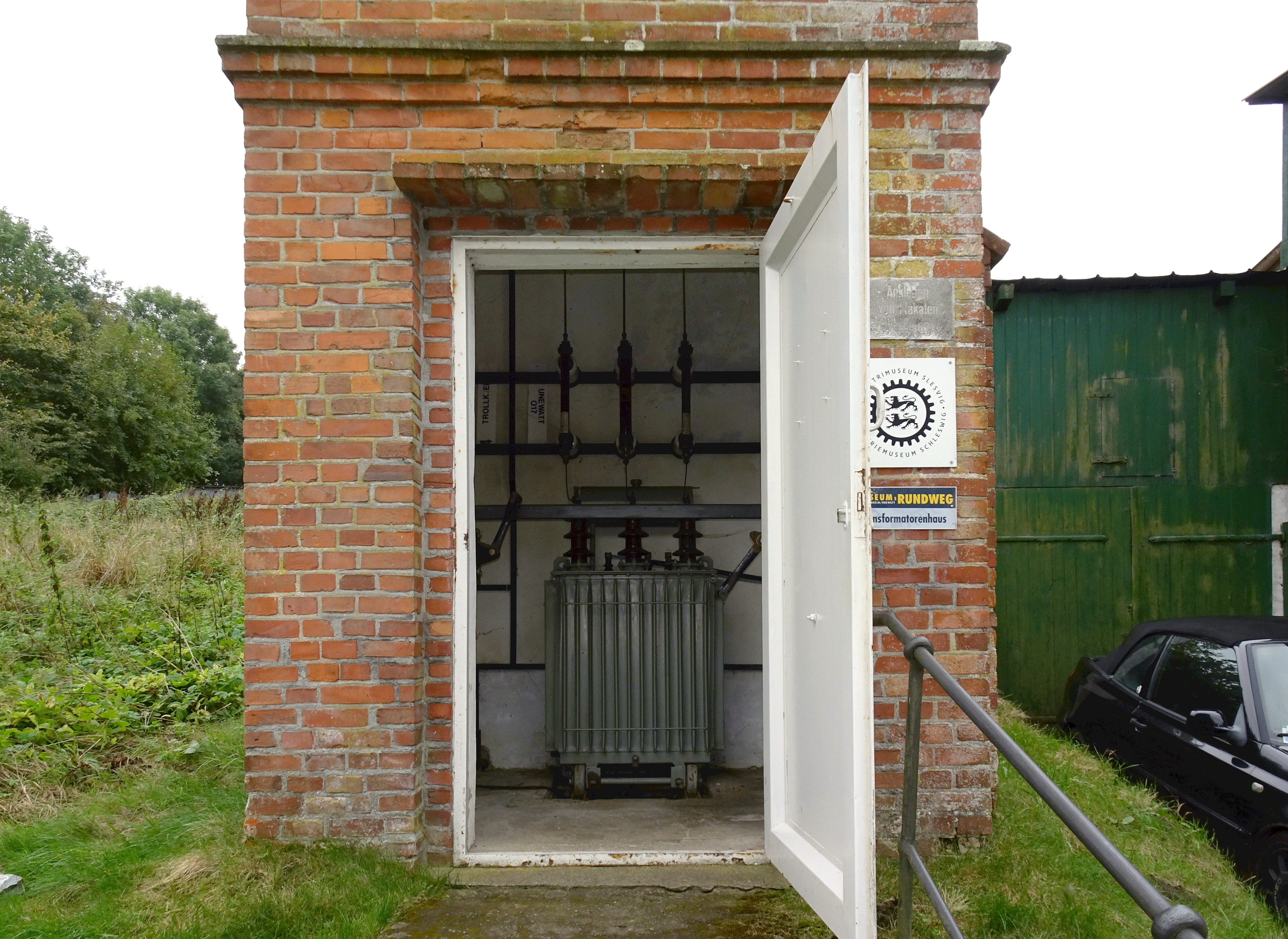
Transformatorenhaus

### Die Buttermühle
Das Buttermühlengebäude ist die Rekonstruktion einer Wassermühle. Unterschiedliche Quellen wie Bodenfunde, eine alte Hofchronik, Katasterpläne sowie Fotos machten einen detailgetreuen Wiederaufbau der Anlage möglich. Zwischen 1862 und etwa 1920 wurde in der hofeigenen Meierei Milch zu Butter und Käse verarbeitet. Das Wasser aus dem nahen Stauteich trieb über einen Schusskanal ein oberschlächtiges Wasserrad an. Die Wasserkraft wurde über Drehkranzgetriebe und Transmission ins Innere des Gebäudes geleitet und trieb dort ein Drehbutterfass an. Zu den wiederentdeckten Spuren der Buttermühle gehörten auch die Fundamente eines Backofens. Er wurde ebenfalls rekonstruiert. Während der Museumssaison finden Butter- und Backtage statt. Die Buttermühle ist ein einzigartiges Beispiel für die Frühmechanisierung der Landwirtschaft in Angeln.
Bilder, Buttermühle

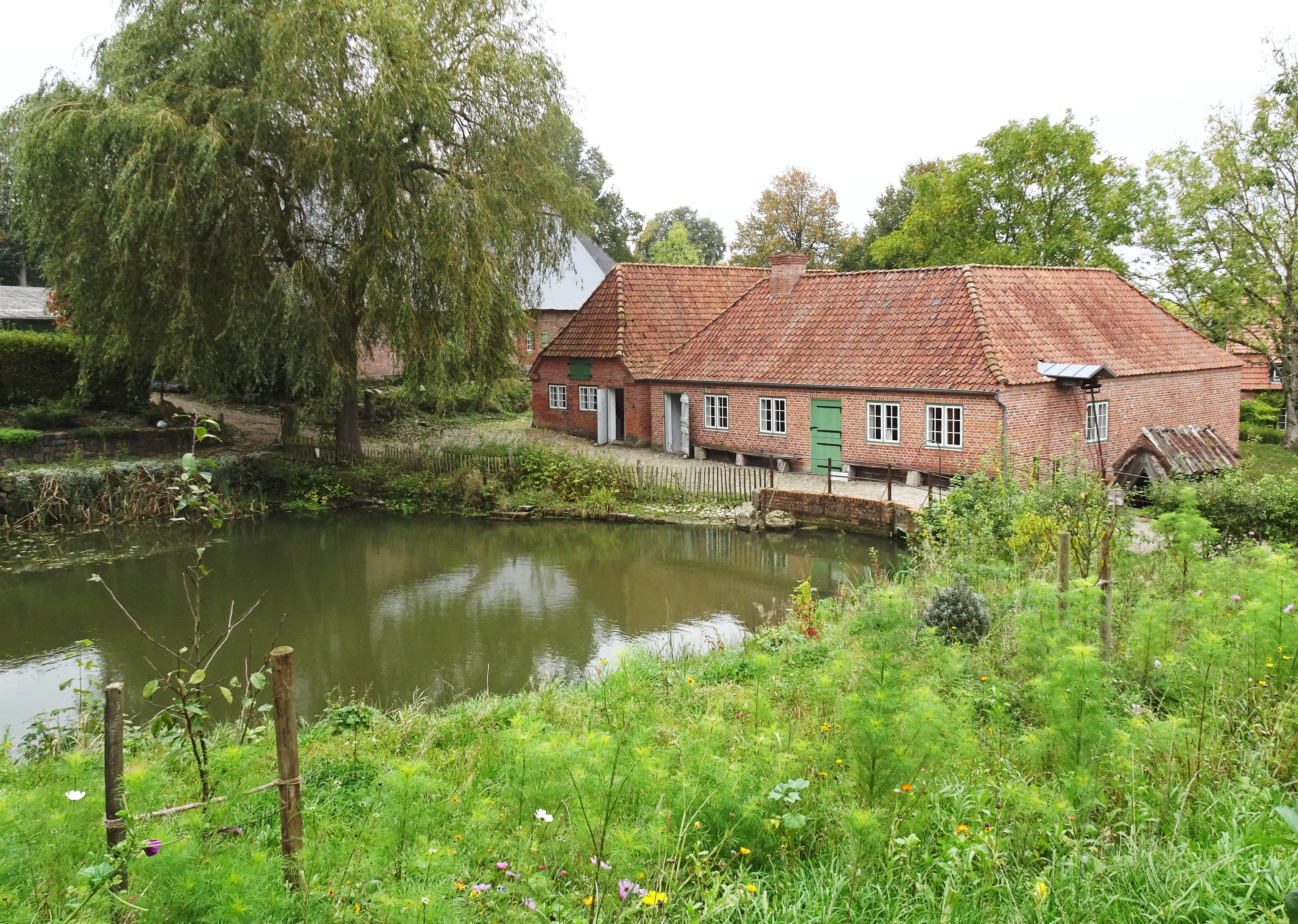
Die Buttermühle mit Mühlenteich
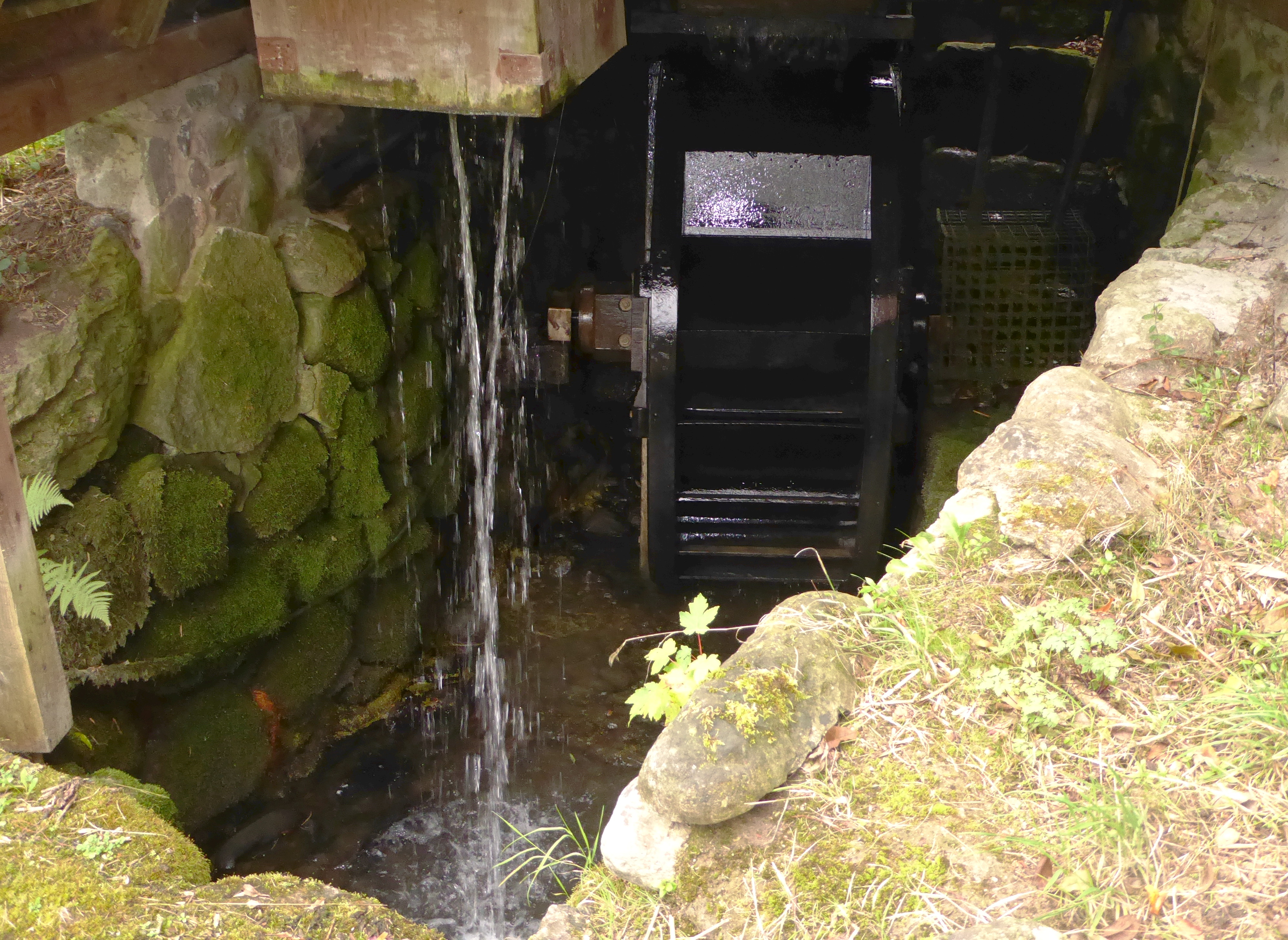
Das Wasserrad
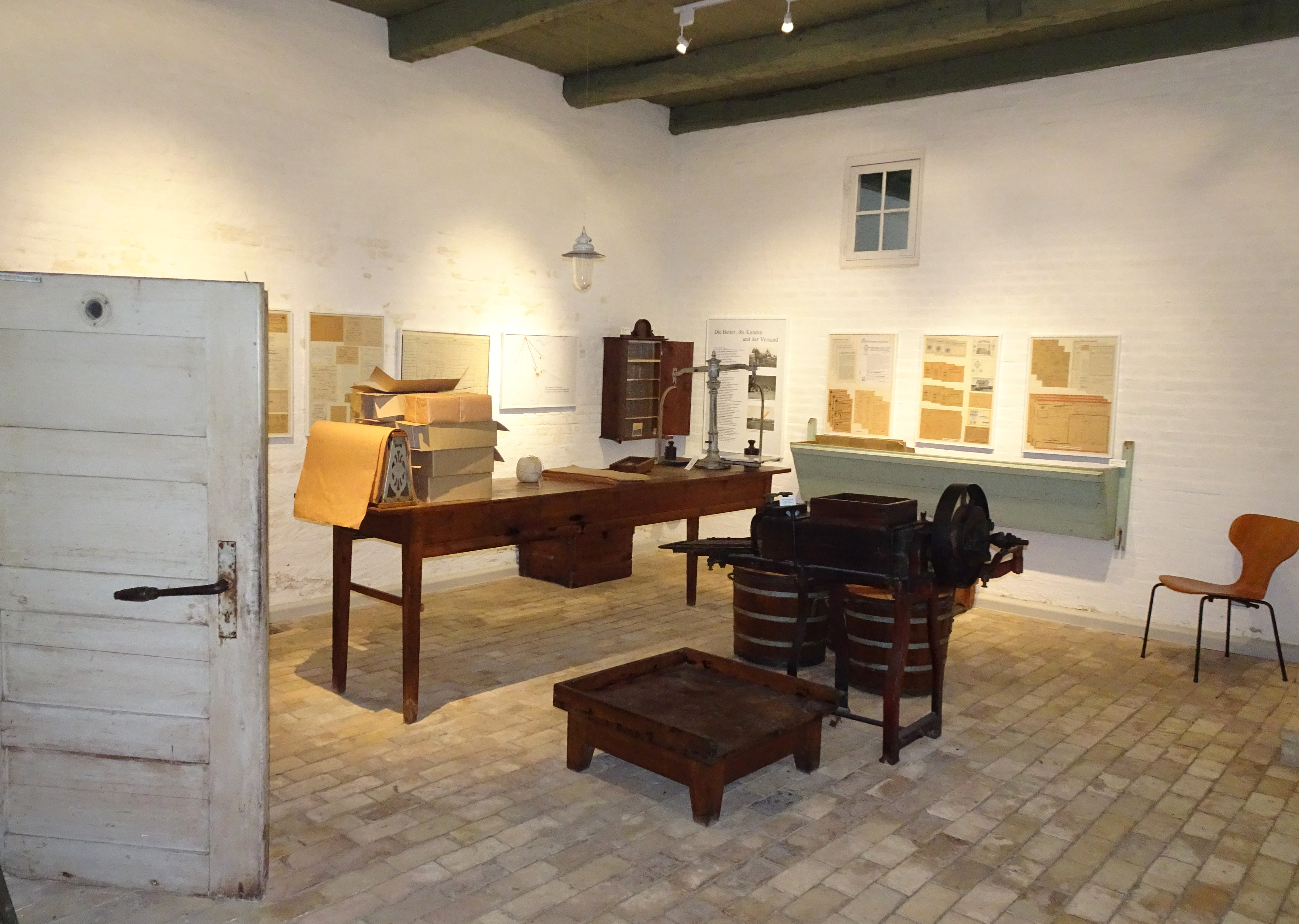
Ausstellung in der Buttermühle
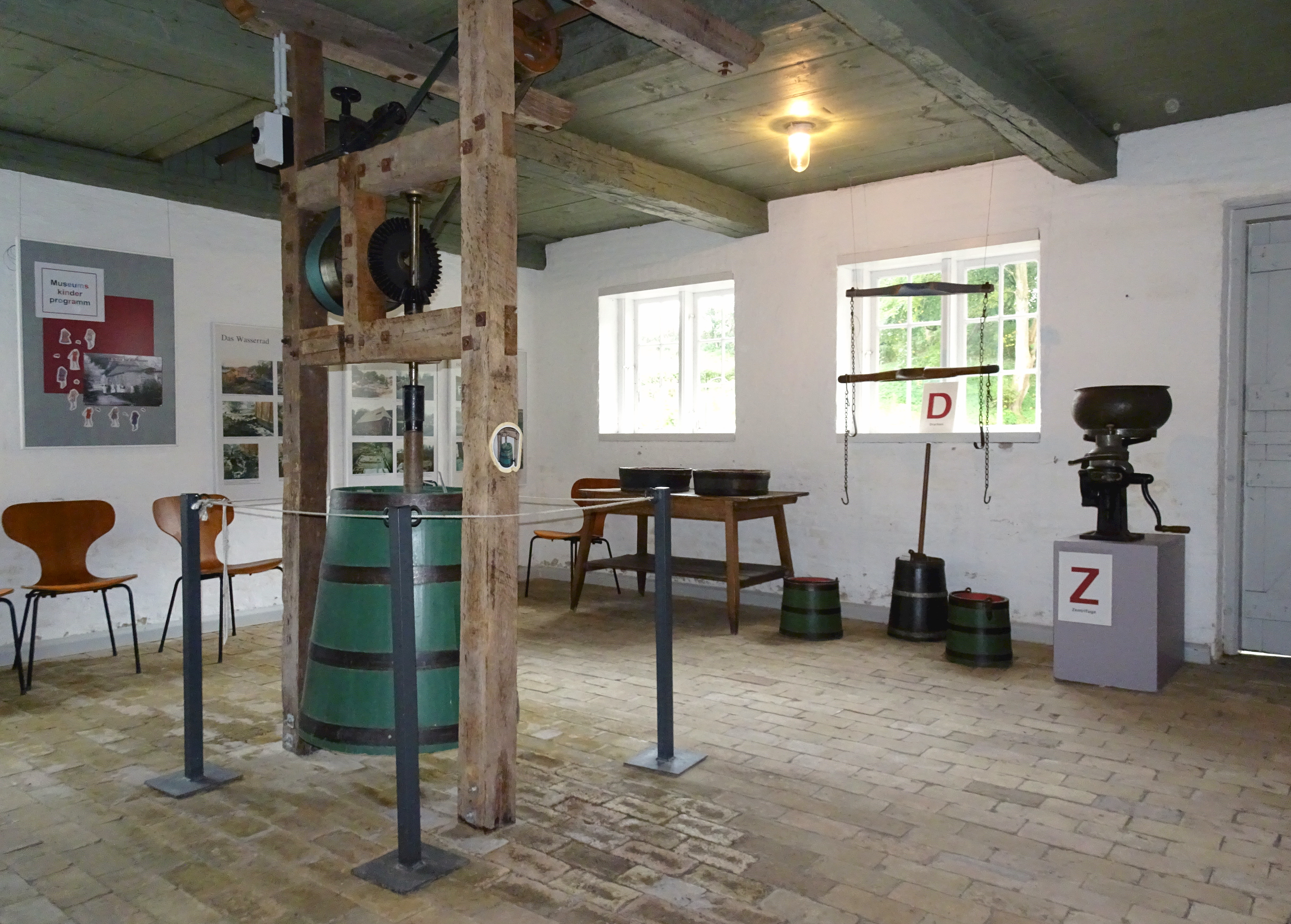
Ausstellung in der Buttermühle
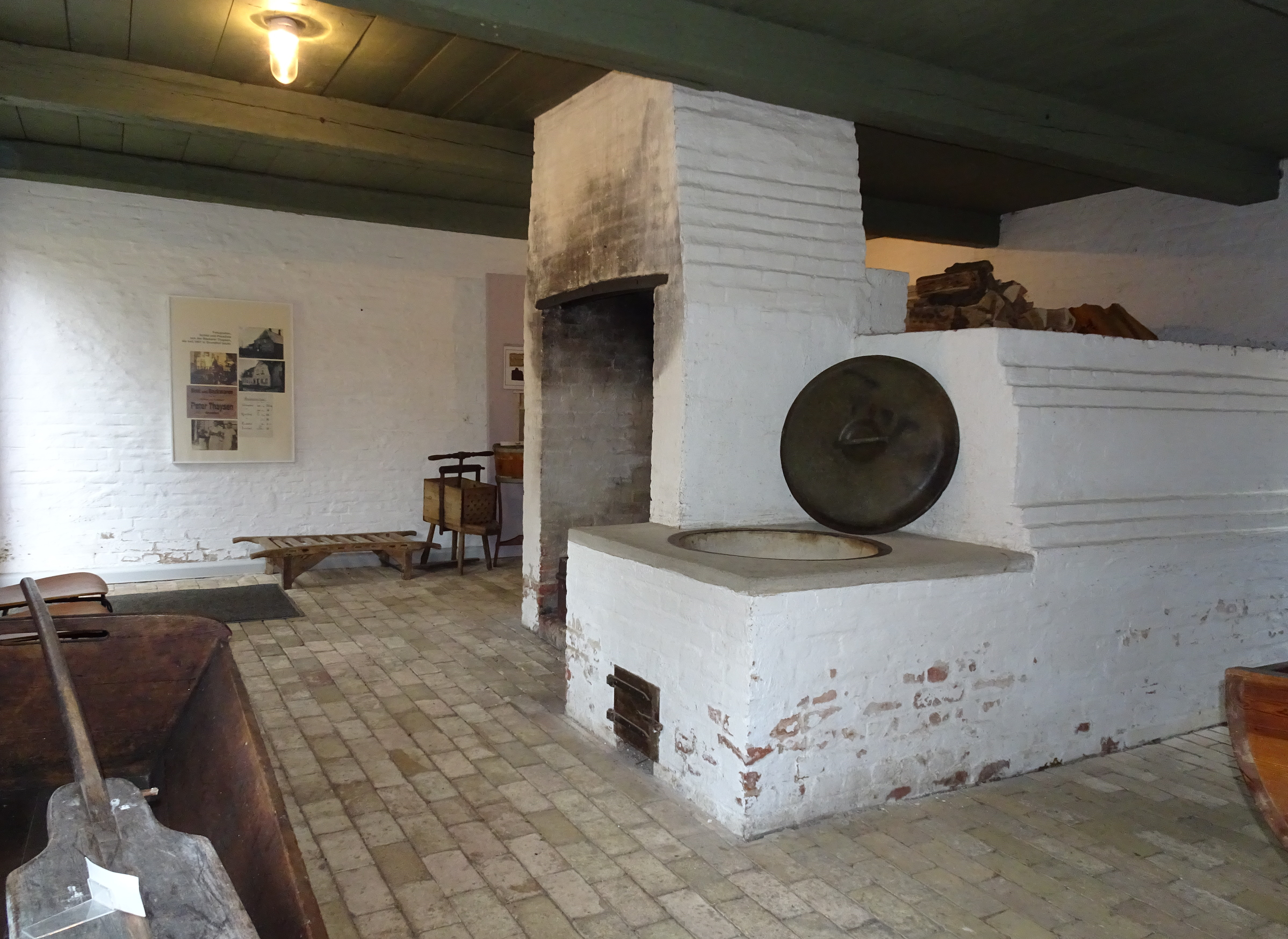
Backofen der Buttermühle

### Windmühle „Fortuna“
Gebaut wurde die Windmühle 1878 und stellte 1967 ihren Betrieb ein. Als das Museum im Sommer 1993 eröffnet wurde, war der Galerieholländer „Fortuna“ eine Ruine. Erst ein Jahr später, im Sommer 1994, begannen dort, nachdem die notwendigen Gelder bewilligt waren, die Restaurierungsarbeiten. 1996 drehten sich dann erstmals die neuen Flügel im Wind. Inzwischen verfügt die Mühle wieder über ein vollständig eingebautes „maschinelles Innenleben“. Hierzu zählen unter anderem funktionsfähige Mahlgänge, ein Zentrifugalsichter, eine Haferquetsche, ein Fliehkraftregler, einen Elevator, ein Grützschneider, eine Putzmaschine und andere technische Einrichtungen. Museumspädagogische Programme für Schulklassen werden in der Mühle angeboten.
Bilder, Windmühle „Fortuna“

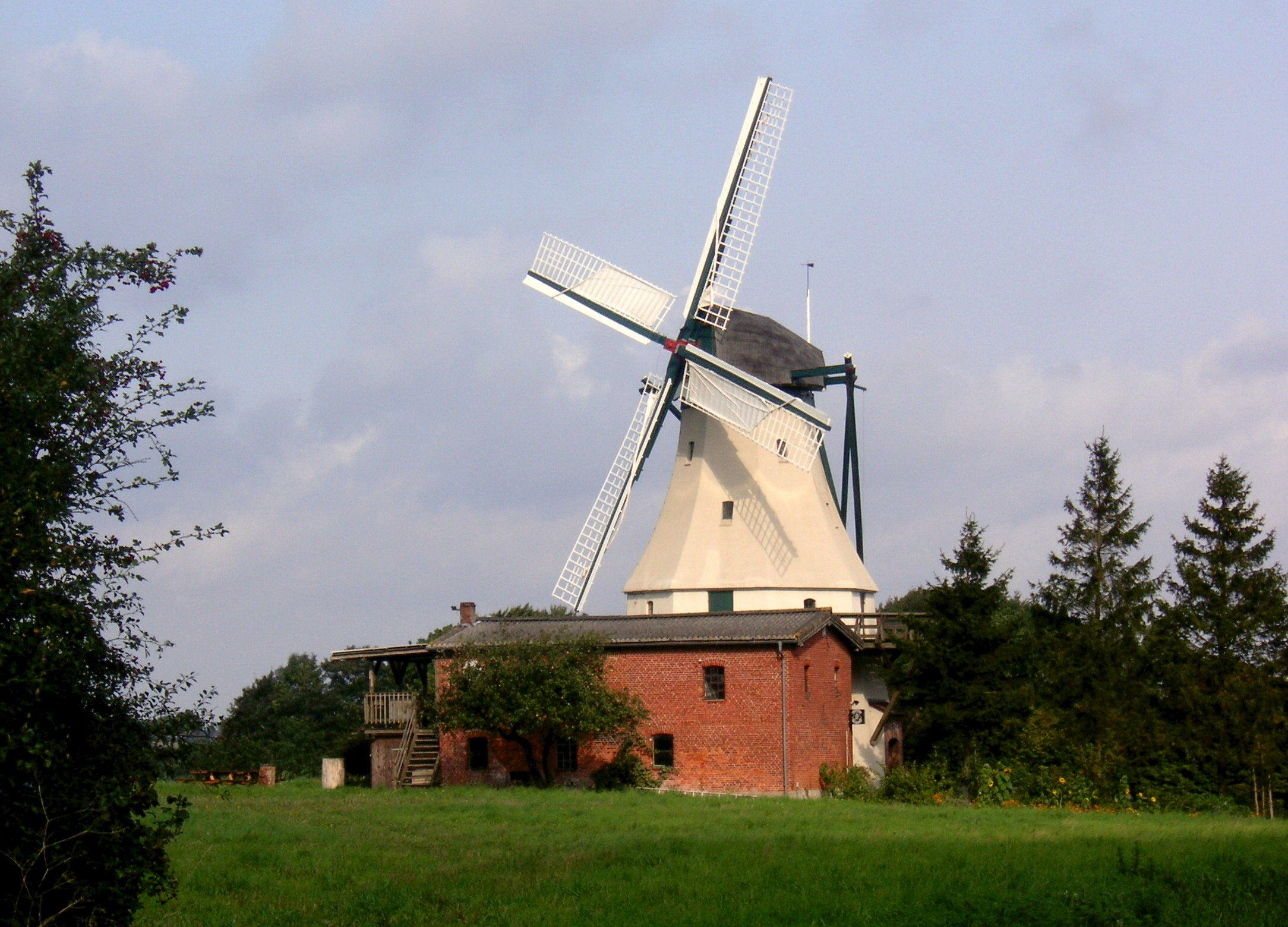
Die Windmühle „Fortuna“
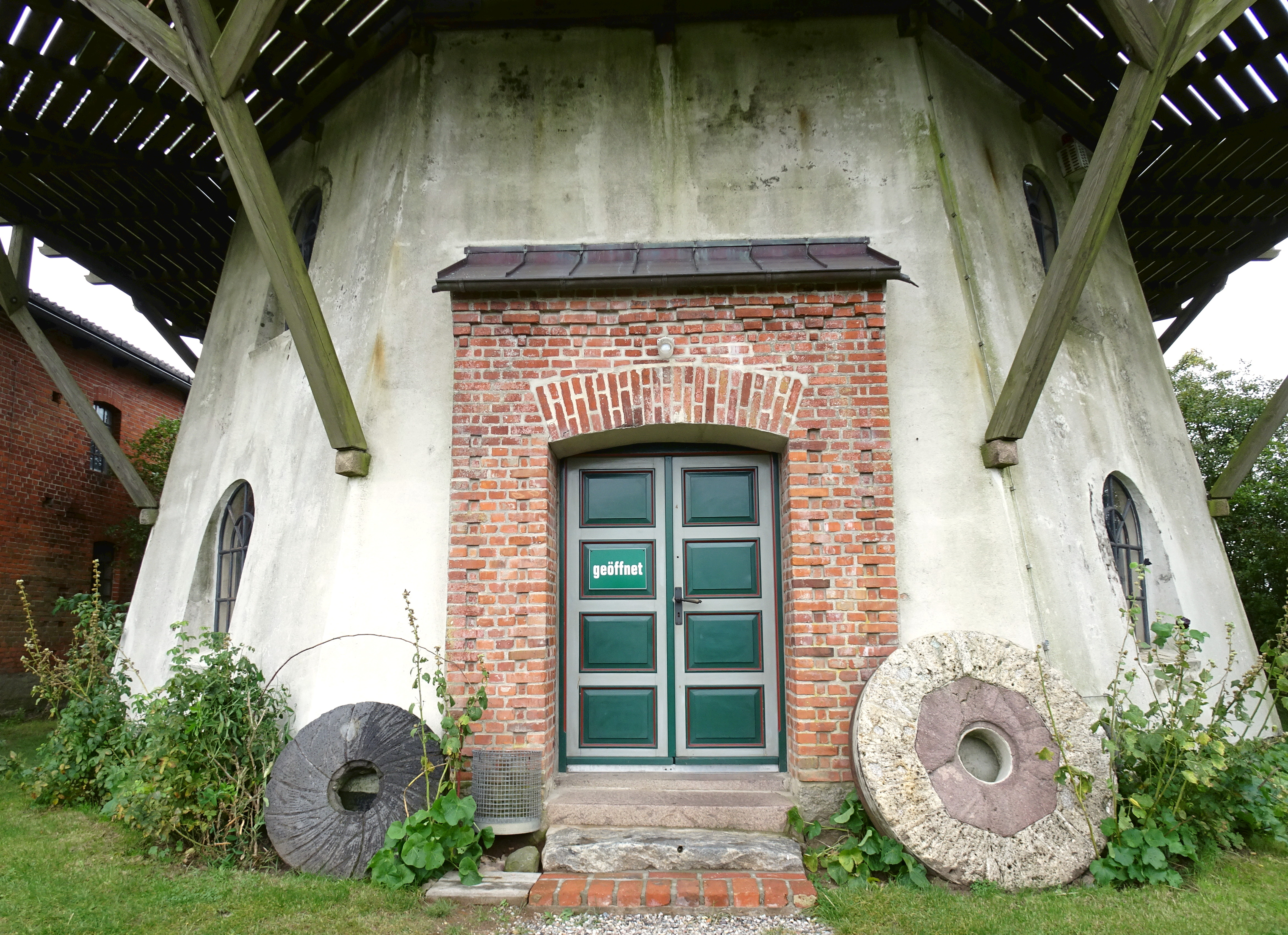
Eingang der Fortuna
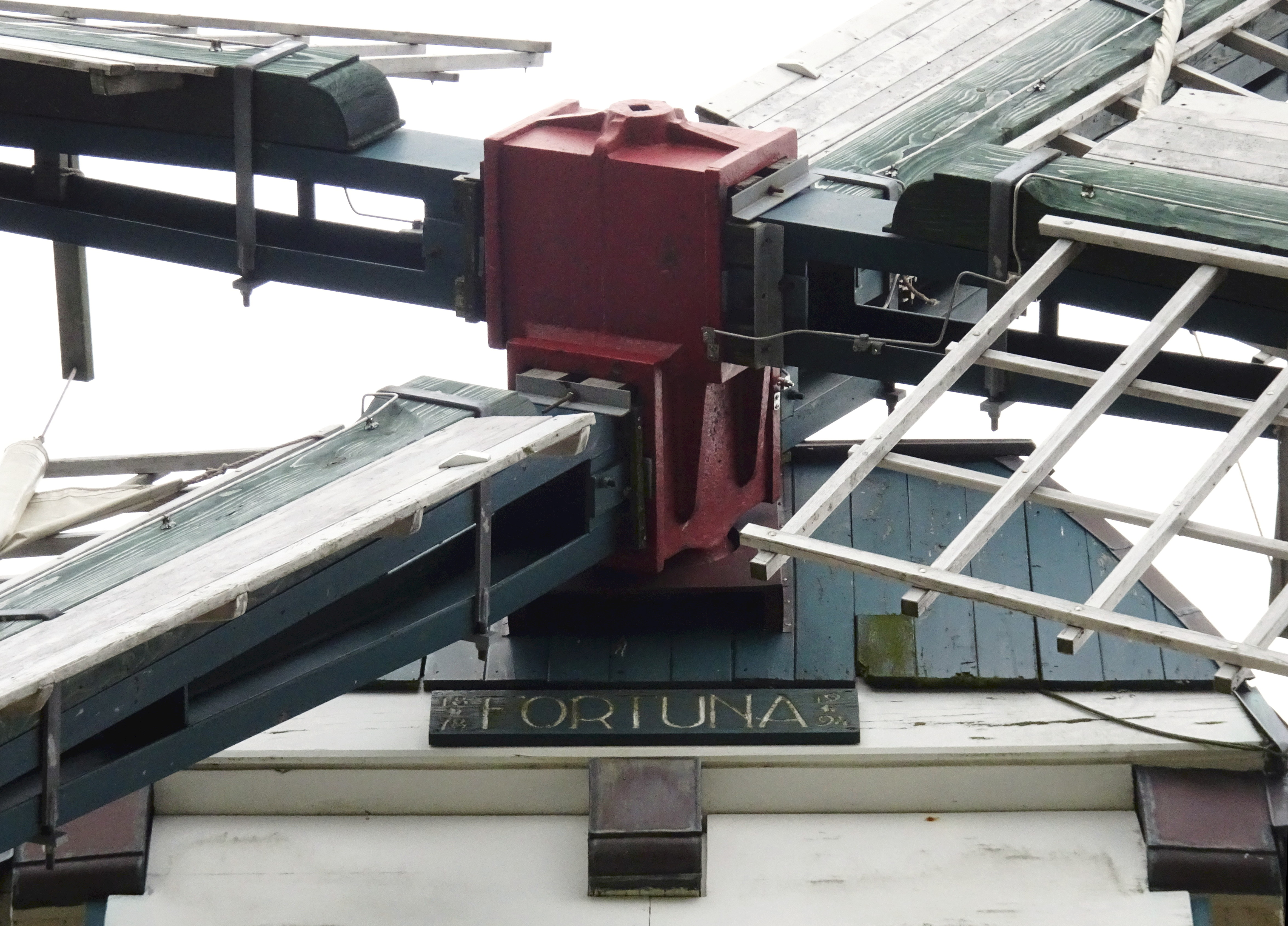
Flügelachse der Fortuna
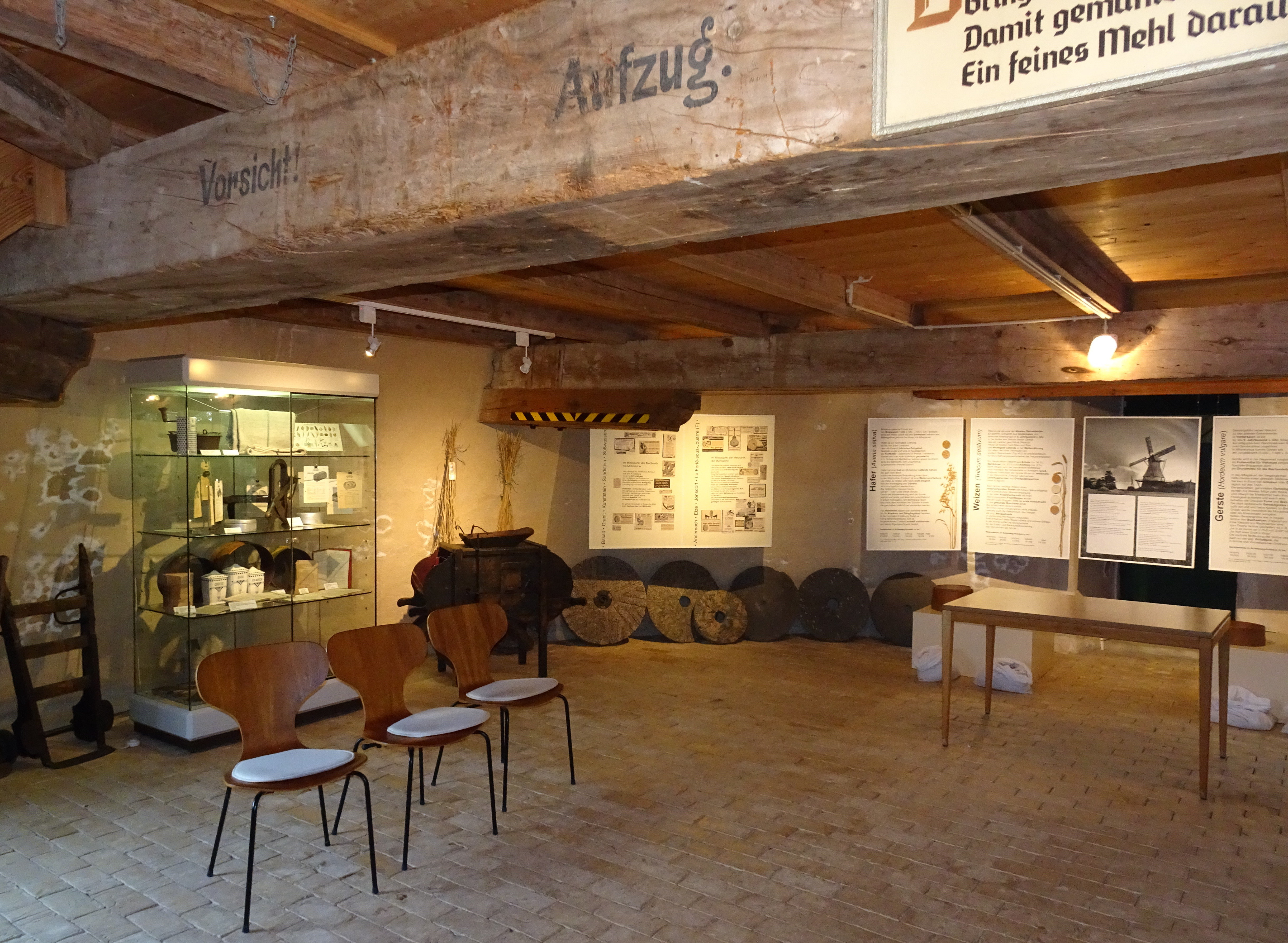
Ausstellung im Eingangsbereich
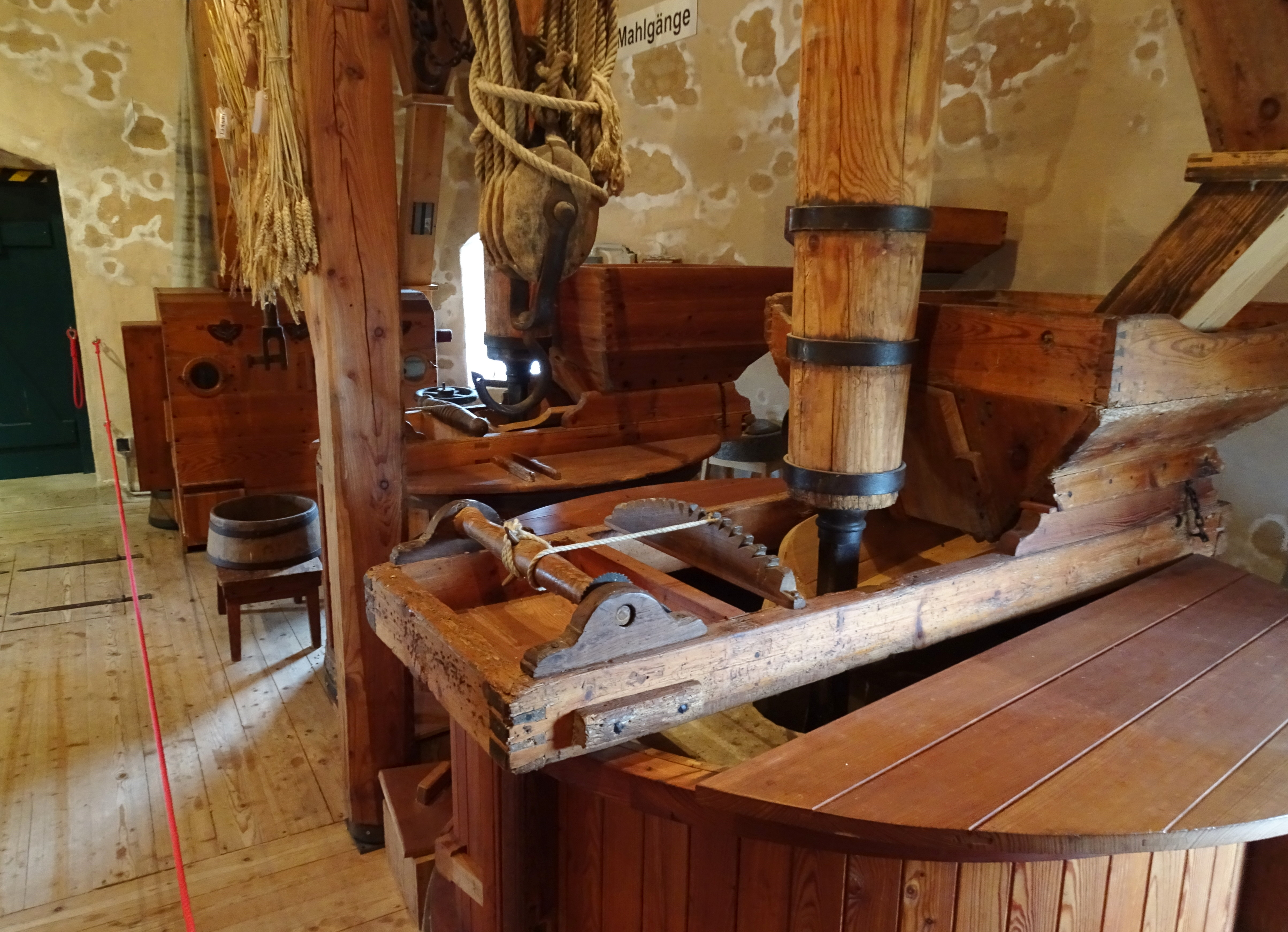
Die Mahlgänge

### Christesen-Scheune
Die große Winkelscheune wurde 1895 erbaut und brannte 1987 fast bis auf die Grundmauern nieder. Heute wird sie als Ausstellungshalle für das Museum genutzt. Landtechnische Geräte und Maschinen, Sonder- und Wechselausstellungen auf fast 1000 m² geben Auskunft über die Vergangenheit der Region Schleswig-Flensburg.
Bilder, Christesen-Scheune

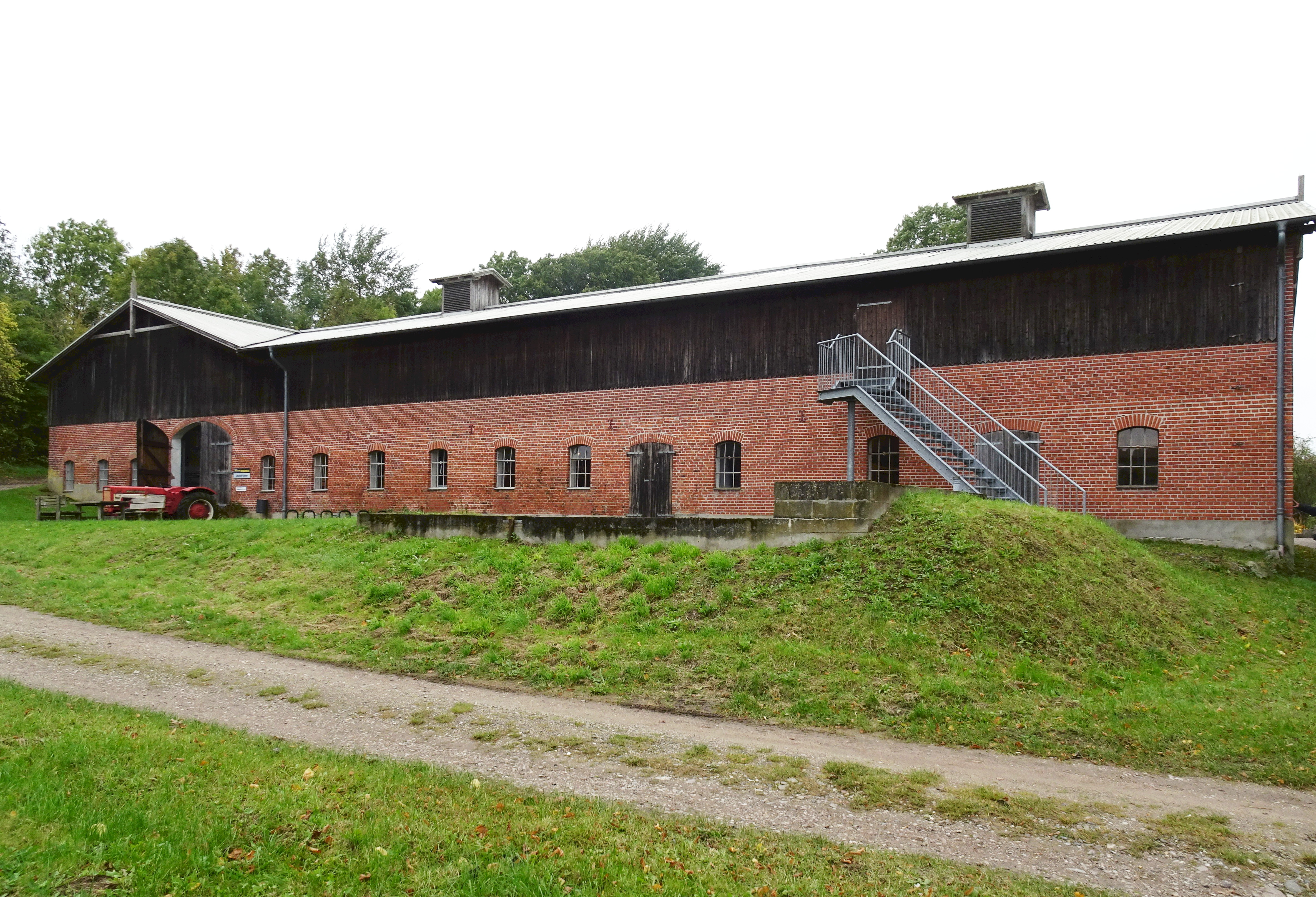
Die Christesenscheune
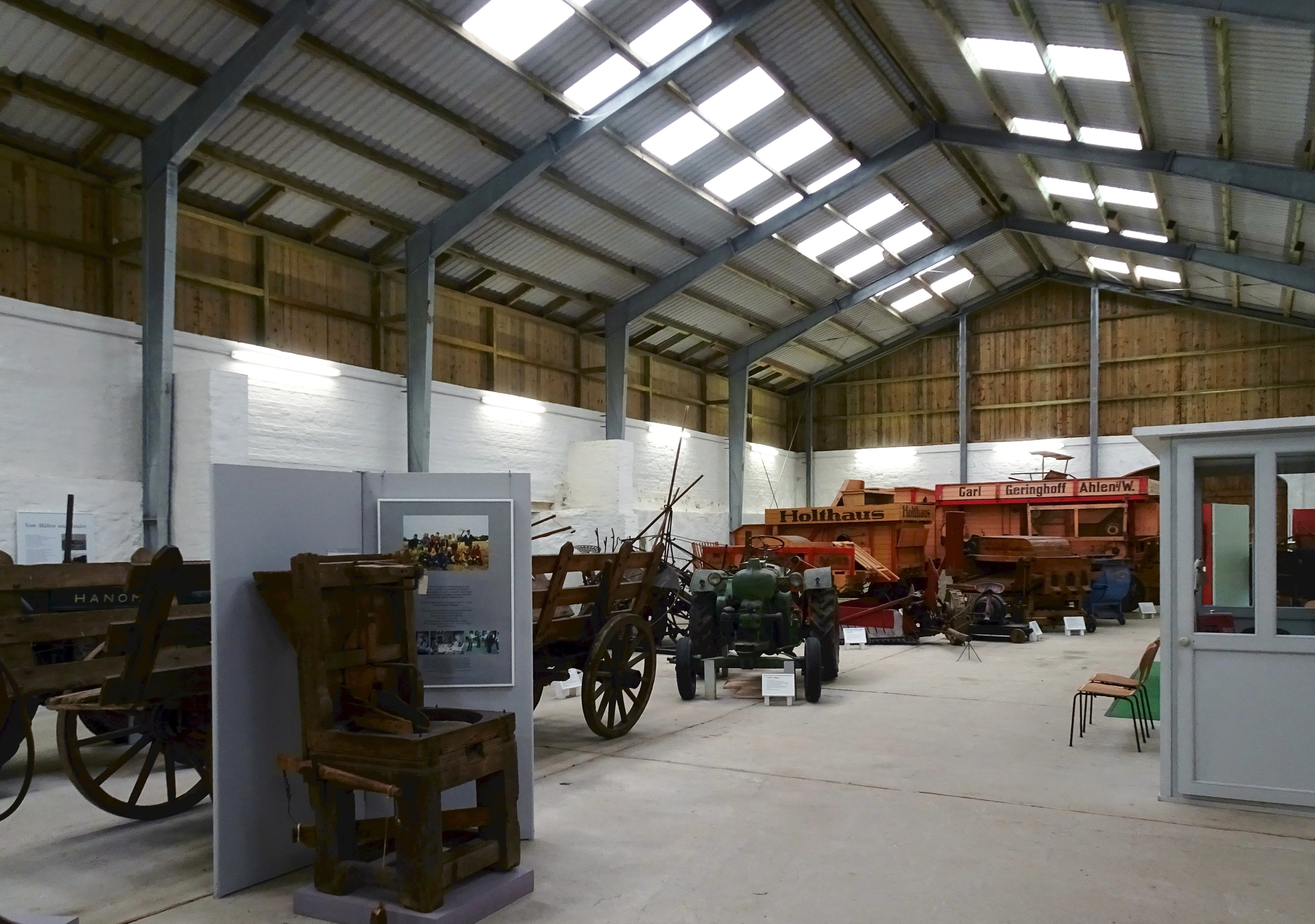
Ausstellungshalle im Untergeschoss
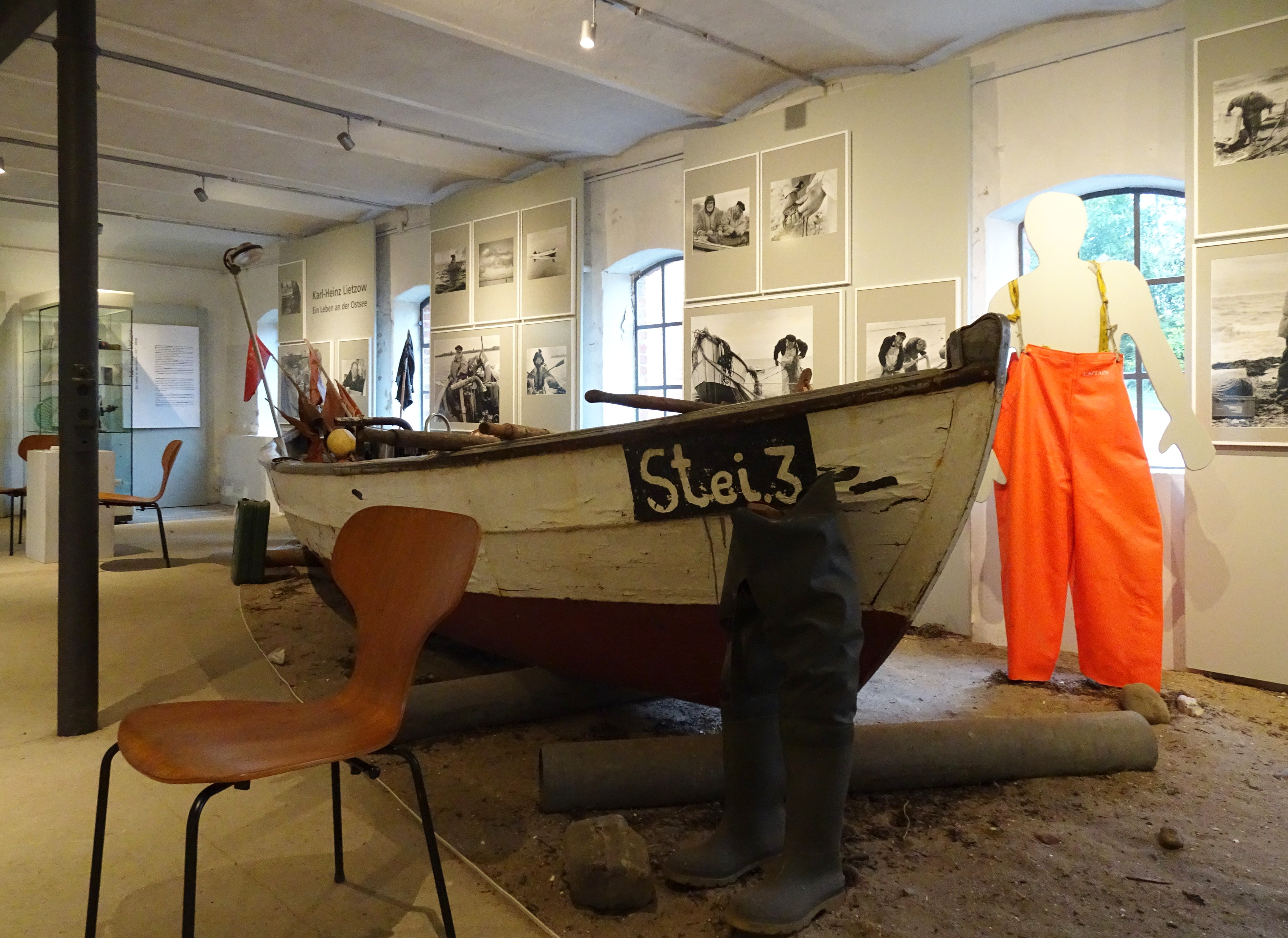
Ausstellungshalle im Untergeschoss
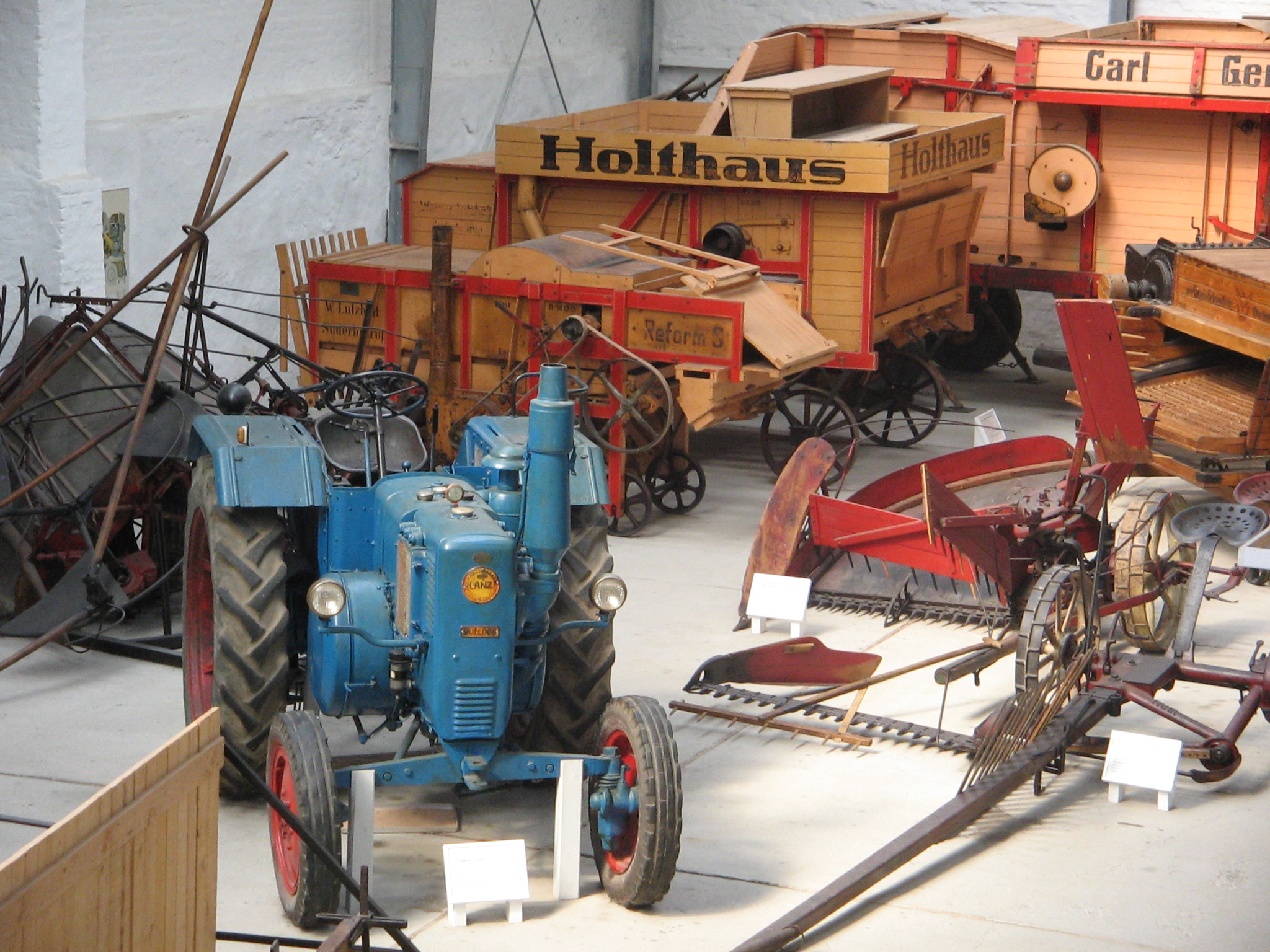
Geräte und Maschinen
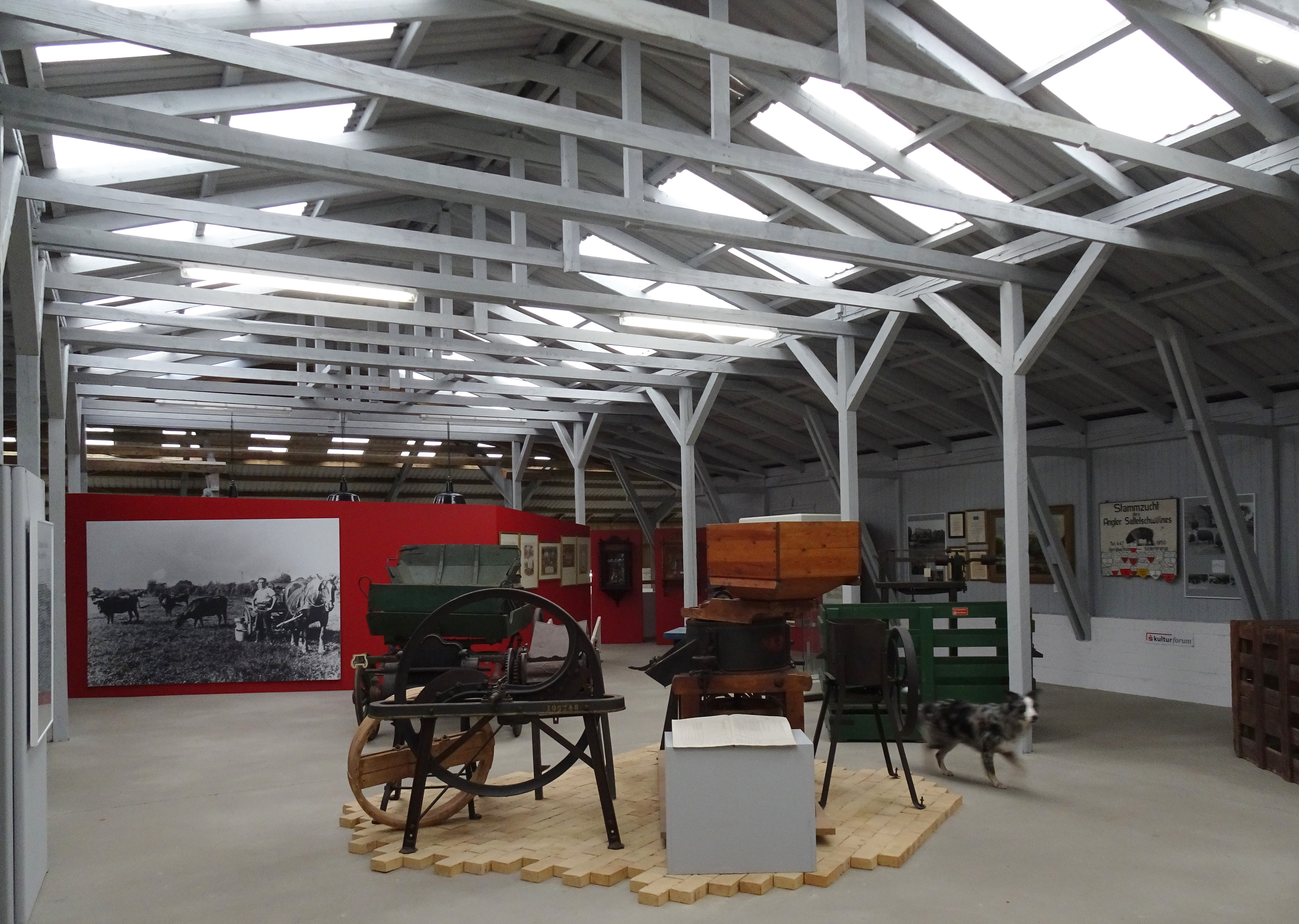
Ausstellungshalle im Obergeschoss